# Tripterotyphis lowei
Tripterotyphis lowei is een slakkensoort uit de familie van de Muricidae. De wetenschappelijke naam van de soort is voor het eerst geldig gepubliceerd in 1931 door Pilsbry.